# Liste de massifs et chaînes de montagnes sur Terre
Pour des articles plus généraux, voir Massif de montagnes et Chaîne de montagnes.

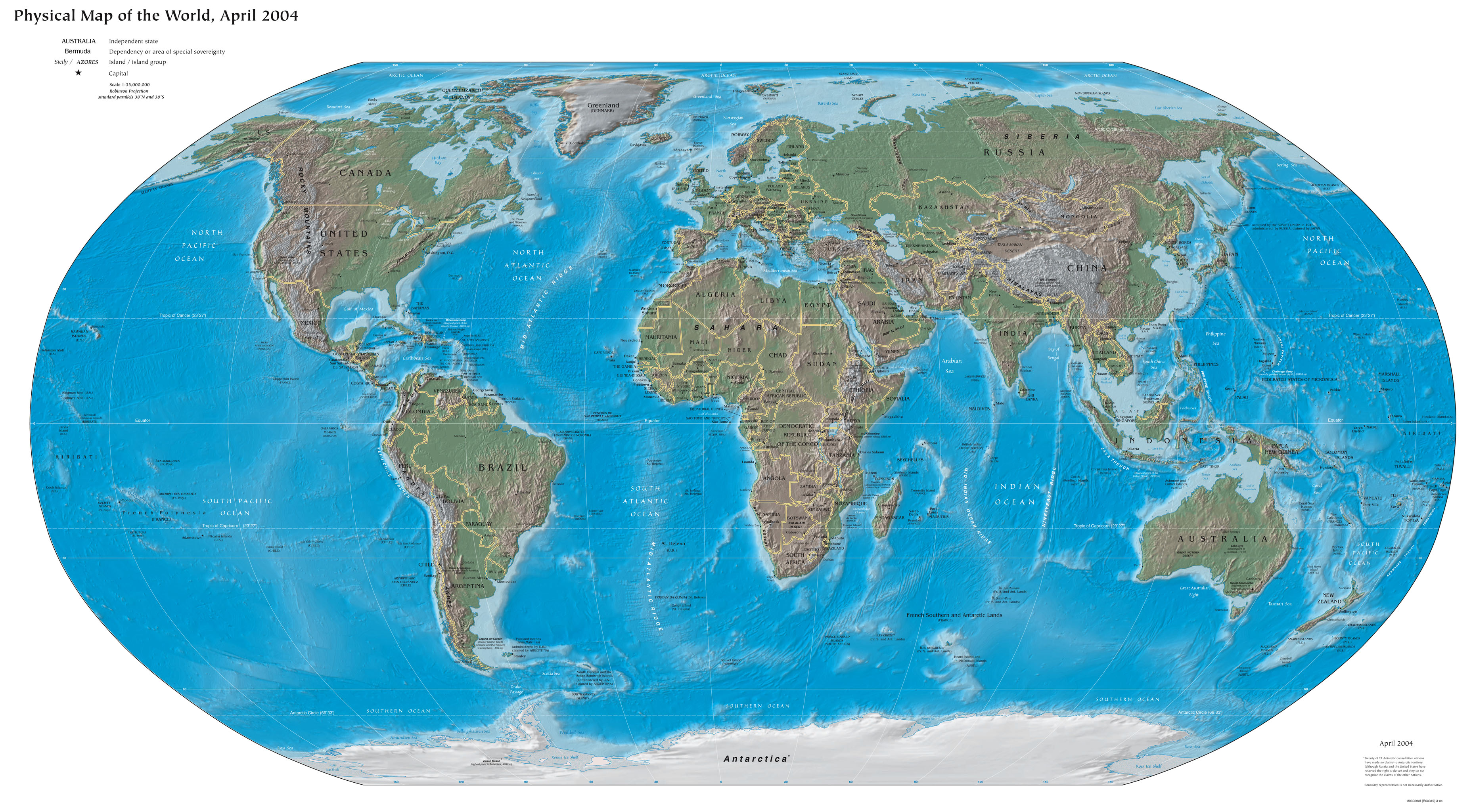
Carte physique du monde présentant les principales chaînes de montagnes.

Cet article recense les principaux massifs et chaînes de montagnes.

## Sémantique
La langue française utilise deux mots pour désigner un ensemble montagneux :
- massif, lorsqu'il désigne un ensemble de hauteurs comportant plusieurs sommets. Le  massif ainsi constitué peut s'élever au-dessus d'une plaine ou d'un plateau, mais peut être séparé d'un autre ensemble par des cours d'eau ou par des cols s'il est géologiquement relié à ce même ensemble ;
- chaîne, lorsqu'il s'agit d'une succession de massifs ; il est alors aisé de reconnaître l'ensemble montagneux à sa forme allongée. Cet ensemble constitue souvent une limite climatique, géographique ou même parfois géopolitique. Ce mot est synonyme du mot cordillère, issu de l'espagnol et provenant de la même racine que notre mot corde[1].

En pratique, pourtant, cette distinction n'est pas facile à appliquer. En effet, il est fréquent :
- que le mot massif soit utilisé à la place du mot chaîne (massif du Jura, pour chaîne du Jura)[1] ;
- que le mot massif désigne également un sous-ensemble (le massif du Mont-Blanc au sein de la chaîne des Alpes, le massif des Albères au sein de la chaîne des Pyrénées…) ;
- qu'un ensemble de montagnes généralement appelé massif (massif des Vosges) ait une forme allongée le rapprochant d'une chaîne.

Une chaîne de montagnes est une succession linéaire de crêtes et de sommets montagneux entourée de terres basses ou nettement séparée d'autres chaînes de montagnes par des vallées intermédiaires. Les montagnes formant une chaîne appartiennent généralement à une même structure géologique ou à une même formation de roche.
Les mots « monts » (au pluriel), « mont » et « montagne » (au singulier) sont également utilisés : les monts d'Arrée, le mont Ventoux, la montagne Noire… Dans le premier cas, il est possible que l'on ait affaire à un massif (les monts d'Arrée) tout comme il peut s'agir d'une chaîne de montagne (les monts Tanggula). Dans le second, mont renvoie à un sommet isolé ou à un petit ensemble, clairement individualisé. Le terme montagne peut avoir un sens identique ou bien désigner une suite de monts.

## Liste

### Par longueur
Les longueurs données ici sont des approximations.
- Ensemble continu des dorsales océaniques (65 000 km[2])
- Cordillère des Andes (9 000 km)
- Cordillère australienne (3 500 km)
- Chaîne Transantarctique (3 200 km)
- Cordillère du Kunlun (3 000 km)
- Montagnes Rocheuses (3 000 km)
- Massif de l'Atlas (2 500 km)
- Tian Shan (2 500 km)
- Oural (2 500 km)
- Himalaya (2 400 km)
- Appalaches (2 400 km)
- Altaï (2 000 km)
- Laurentides (2 000 km)

### Par localisation

#### Afrique
- Adrar des Ifoghas
- Aïr
- Atlas
  - Anti-Atlas
  - Haut Atlas
  - Moyen Atlas
  - Atlas saharien
    - Aurès
    - Monts de Tébessa

  - Atlas tellien
- Drakensberg
- Ennedi
- Fouta-Djalon
- Hoggar
- Ligne du Cameroun
  - Massif de l'Adamaoua
  - Monts Mandara
- Mafinga Hills
- Magaliesberg
- Massif du Brandberg
- Massif du Ngorongoro
- Massif du Piton de la Fournaise
- Massif du Piton des Neiges
- Montagnes des Virunga
- Monts Bleus
- Monts de Cristal
- Monts Imatong
- Monts Inyanga
- Monts Kundelungu
- Monts Loma
- Monts Mahale
- Monts Marra
- Monts Mendebo (sv)
- Monts Mitumba
- Monts Outeniqua
- Monts Shebshi
- Monts Simien
- Monts Udzungwa
- Monts Uluguru
- Rif
- Rwenzori
- Serra da Chela
- Serra Môco
- Swartberg
- Tassili n'Ajjer
- Tibesti
- Tsaratanana

#### Amérique du Nord et centrale
- Cordillère américaine
  - Chaîne Brooks
  - Montagnes Kuskokwim
  - Chaîne aléoutienne
  - Chaîne d'Alaska
  - Chaînons du Yukon
    - Monts Nahoni
    - Monts Richardson
    - Monts Ogilvie
    - Chaînon Russell
    - Chaînon Wilkinson
    - Chaînon Anvil
    - Monts Pelly
    - Chaînon Dawson
    - Chaînon Nisling
    - Chaînon Ruby
    - Chaînon Big Salmon
    - Chaînon Thirtymile

  - Monts Mackenzie
  - Chaînes côtières du Pacifique
    - Montagnes Kenai
    - Montagnes Chugach
    - Montagnes Talkeetna
    - Montagnes Wrangell
    - Chaîne Saint-Élie
    - Chaîne Côtière
      - Chaînons Boundary
      - Chaînons Kitimat
      - Chaînons du Pacifique

    - Monts Insulaires
    - Montagnes Olympiques
    - Chaîne des Cascades
    - Chaîne côtière de l'Oregon
    - Montagnes Calapooya
    - Monts Klamath
    - Chaînes côtières californiennes
    - Transverse Ranges
    - Peninsular Ranges
    - Sierra Madre occidentale

  - Montagnes Intérieures
    - Chaîne des Cassiars
    - Chaîne Hazelton
    - Chaîne Omineca
    - Chaîne Skeena
    - Plateau Stikine

  - Chaîne Columbia
  - Sierra Nevada
  - Chaînons du Grand Bassin
  - Montagnes Rocheuses
    - Rocheuses canadiennes
    - Chaîne Clearwater
    - Chaînon Bitterroot
    - Monts Salmon River
    - Chaîne Absaroka
    - Monts Big Horn
    - Chaîne de Wind River
    - Chaîne Wasatch
    - Chaîne Uinta
    - Chaîne Park
    - Front Range
    - Chaîne Sawatch
    - Monts San Juan
    - Monts Sangre de Cristo

  - Sierra Madre orientale
    - Sierra Madre de Oaxaca

  - Sierra Madre del Sur
  - Sierra Madre de Chiapas
  - Cordillère de Talamanca
  - Cordillère Centrale
  - Cordillère del Norte
    - Cordillère Nombre de Dios
    - Sierra de Omoa
- Monts Caribou
- Bouclier canadien
  - Chaîne Franklin
  - Monts Otish
  - Cordillère Arctique
    - Monts Torngat

  - Laurentides
    - Monts Groulx

  - Adirondacks
- Groenland
  - Monts Roosevelt
  - Alpes de Fynske
  - Monts Alexandrine
  - Montagnes de Sjaelland
  - Alpes de la Princesse-Élisabeth
  - Alpes de la Princesse-Caroline-Mathilde
  - Alpes de Stauning
  - Alpes de Nørlund
  - Chaîne de Watkins
  - Monts Lindbergh
  - Chaîne du Prince-de-Galles
  - Chaîne du Prince-héritier-Frédéric
  - Schweizerland
  - Chaîne Skirivers
  - Monts Graah
- Collines Montérégiennes
- Appalaches
- Black Hills
- Monts Ozarks
- Montagnes Wichita
- Montagnes Ouachita
- Cordillère Néovolcanique

#### Amérique du Sud
- Chapada Diamantina
- Cordillère des Andes
  - Cordillère Centrale
  - Cordillère Darwin
  - Cordillère de Mérida
  - Cordillère Occidentale
  - Cordillère Orientale
  - Cordillère Principale
- Planalto da Borborema
- Plateau du Mato Grosso
- Plateau des Guyanes
  - Serra do Imeri
- Serra da Bocaina
- Serra da Canastra (en)
- Serra do Caparaó (en)
- Serra dos Carajás
- Serra do Espinhaço
- Serra da Mantiqueira
- Serra do Mar
  - Serra Geral
    - Serra Gaúcha
- Serra da Paranapiacaba
- Serra dos Parecis
- Serra do Roncador
- Sierras de Córdoba

#### Antarctique
- Chaîne Transantarctique :
  - Chaîne Churchill
  - Chaînon de la Reine-Elizabeth
  - Chaînon de la Reine-Alexandra
  - Chaîne de la Reine-Maud
  - Chaîne Horlick
  - Chaîne Thiel
  - Chaîne Pensacola
- Chaîne Shackleton
- Monts Theron
- Monts Ellsworth
- Montagne de Tangra (île Livingston)
- Chaîne Imeon (en) (Île Smith)
- Chaîne d'Allardyce (Géorgie du Sud)
- Chaîne Salvesen (Géorgie du Sud)

#### Asie
- Ailao Shan (en)
- Altyn-Tagh
- Alpes japonaises
- Altaï
  - Monts Tchikhatchov
- Altaï mongol
- Aravalli
- Banjaran Crocker
- Bukit Barisan
- Chaîne Annamitique
- Chaîne de l'Arakan
- Chaîne des Cardamomes
- Chaîne Centrale
- Chaîne Orientale
- Chaîne pontique
- Satpura
- Chaîne Tenasserim
- Vindhya
- Chaîne du Yushan
- Cordillère Centrale
- Elbourz
- Ghats occidentaux
- Ghats orientaux
- Himalaya
- Hindou Kouch
  - Koh-i Baba
- Hoàng Liên Sơn
- Karakoram
- Kopet-Dag
- Kunlun Shan
- Massif de l'Aldan
- Monts Baïkal
- Monts des Cardamomes
- Monts Hajar
- Monts Hengduan
- Monts Iablonovy
- Monts de la Kolyma
- Monts Koryak
- Monts Nyainqêntanglha
- Monts Saïan occidentaux
- Monts Saïan orientaux
- Monts Sarawat
- Monts Stanovoï
- Monts Tanggula
- Monts Taurus
- Monts Tchersky
- Monts de Verkhoïansk
- Monts Wuyi
- Nilgiris
- Pamir
- Petit Caucase
- Plateau Shan
- Sierra Madre
- Sikhote-Aline
- Silsilah-ye Band-e Turkistan
- Spīn Ghar
- Tian Shan
- Zagros

#### Europe
- Alpes
- Alpes dinariques
- Alpes scandinaves
  - Jotunheimen
- Alpilles
- Apennins
  - Nébrodes
  - Madonies
- Carpates
  - Mátra
  - Tatras
- Chaîne de Kyrenia
- Cordillères Bétiques
- Cordillère Cantabrique
- Forêt-Noire
- Forêt de Thuringe
- Grand Balkan
- Grand Caucase
- Harz
- Jura
- Massif ardennais
- Massif armoricain
  - Monts d'Arrée
- Massif de Bohême
  - Forêt de Bohême
  - Monts de Bohême-Moravie
  - Monts Métallifères
  - Plateau granitique d'Autriche
  - Sudètes
- Massif central
- Massif du Monte Cinto
- Massif du Monte Incudine
- Massif du Monte Renoso
- Massif du Monte Rotondo
- Massif de l'Olympe
- Massif de Tróodos
- Monts Grampians
- Morvan
- Oural
- Pennines
- Pinde
- Pirin
- Pyrénées
- Rhodopes
- Rila
- Système ibérique
- Système central
  - Serra da Estrela
  - Sierra de Gredos
  - Sierra de Guadarrama
- Vosges

#### Océanie
- Alpes du Sud
- Chaîne Kaweka
- Chaîne Centrale
  - Monts Bismarck
  - Monts Maoke
- Chaîne de Flinders
- Chaînon Georgina
- Chaîne Owen Stanley
- Chaîne Pélion
- Chaîne de Stirling
- Cordillère australienne
  - Chaîne McPherson
  - Gibraltar Range
  - Montagnes Bleues
  - Monts Grampians
  - Snowy Mountains
- Monts Hamersley
- Monts MacDonnell
- Monts Musgrave

#### Chaînes océaniques
- Dorsales :
  - Dorsale de Gakkel
  - Dorsale médio-atlantique
  - Dorsale sud-est indienne
  - Dorsale sud-ouest indienne
  - Dorsale centrale indienne
  - Dorsale Pacifique-Antarctique
  - Dorsale est-Pacifique
- Chaîne sous-marine Hawaï-Empereur